# La Tabatière
Pour les articles homonymes, voir tabatière (homonymie).
La Tabatière est un village de pêcheurs situé dans la municipalité de Gros-Mécatina, dans la région administrative de la Côte-Nord, au Québec, au Canada.

## Géographie
Sans accès routier, le lieu est n'est accessible que par le transport maritime et aérien.

## Étymologie
Le nom du village ne vient pas du mot tabatière, mais plutôt du mot en langue innu « tabaquen » qui a été francisé. Tabaquen signifie « sorcier ».